# Centemopsis filiformis
Centemopsis filiformis är en amarantväxtart som först beskrevs av Eileen Adelaide Bruce, och fick sitt nu gällande namn av C. C. Towns. Centemopsis filiformis ingår i släktet Centemopsis och familjen amarantväxter. Inga underarter finns listade i Catalogue of Life.